# Terry Sloane (Mr. Terrific I)
Terry Sloane (Mister Terrific I) es el primer personaje ficticio conocido con el nombre de Mister Terrific, es un superhéroe creado para la editorial DC Comics. Él es el Mr. Terrific de la edad de oro, fue creado por Charles Reizenstein y Everett E. Hibbard en Sensation Comics #1 (enero de 1942), y fue uno de los fundadores de la Sociedad de la Justicia de América.

## Biografía del personaje
Terry Sloane, conocido por ser el Mister Terrific de la edad de oro, era un hombre que se hizo multimillonario filántropo, que a pesar de su falta de poderes, los compensaba con una increíble memoria fotográfica, con unas impresionantes habilidades atléticas de nivel olímpico, y dominio de artes marciales, y un Polímata. Después de graduarse de la universidad a los 13 años, con el tiempo se convirtió en un exitoso empresario de renombre que fue reconocido en todo el mundo. Habiendo cumplido todas sus metas, sintió que no había retos que quedasen por realizar en su vida, por lo que se dedicaría hacia las tendencias suicidas. Sin embargo, al ver a una mujer joven que saltó desde un puente, Sloane reaccionó rápidamente y salvó a la mujer, quien se llamaba Wanda Wilson. Sloane ayudó a su hermano, que había sido atrapado por una pandilla, esto le permitió adoptar una identidad como superhéroe, al hacerse llamar a sí mismo como Mister Terrific. Esto le proporcionó lo que había faltado, un sentido de logro. Luego creó el "Club Fair Play", como una fundación en la que buscaba frenar la creciente delincuencia juvenil.
A veces apodado como "El Hombre de los mil Talentos", Terry Sloane se convirtió en luchador contra el crimen después de sobresalir en todas demás cosas que realizaba. Vestía un traje rojo con una túnica verde. Un emblema de oro en su túnica proclama el lema característico, "Fair Play". Mister Terrific se convirtió en un miembro de reserva de la Sociedad de la Justicia de América, participando en dos de sus aventuras narradas en los años 1940. También era miembro de pleno derecho del All-Star Squadron y asistiendo a ambos equipos en varias ocasiones a lo largo de la década restante, antes de retirarse junto con sus compañeros en 1951, a raíz de la caza de brujas anticomunistas de la Comité de Actividades Antiamericanas que les ordenó revelar sus identidades secretas o disolverse.
Años más tarde, Sloane saldría de su retiro y se volvió a unir a una reformada Sociedad de la Justicia de América, pero ya no como miembro de reserva, sino a tiempo completo.  En varias ocasiones colaboró y a su vez le ayudadon en varios casos, tales como su lucha contra la Lawless League y la banda criminal de Black Orb.
Sloane hizo una aparición en la Liga de la Justicia: Año Uno, precisamente donde se relataba la primera reunión de la Liga. Posteriormente tuvo que cuidar a Lady Phantom original durante una reunión de héroes en la Isla Blackhawk, después de la derrota final del ejército alienígena de los Appelliax.
Después de que Sloane saliera de su retiro se reencontró con un viejo enemigo, el Rey de los Espíritus. El Rey de los Espíritus tomó el control de su amigo Jay Garrick (el Flash de la edad de oro) y lo usó para matar a Sloane.

### Tras su muerte
Sloane volvería a aparecer después de su muerte en el más allá y a través de los viajes en el tiempo. Aproximadamente una vez al año, durante la carrera del escritor James Robinson en las páginas de la serie Starman, el personaje principal Jack Knight tenía una visita sobrenatural de su difunto hermano, David, bajo el título recurrente de que "has estado hablando con David". Por un año, David aparecería con otros héroes muertos, entre ellos el mismo Mister Terrific original. Tenían una cena en el reino de lo blanco y lo negro. Durante una de sus visitas, discutieron las motivaciones para ser héroe y vigilante.
Tanto Sloane y su sucesor, Michael Holt. Sloane, junto a Holt a través de viajes en el tiempo. La JSA, y los Freedom Fighters del tiempo en que aún vivía Sloane se unieron para detener un rampante ser viajero del tiempo altamente destructivo. En el pasado, el villano ya había dañado muchas partes de Washington D. C., matando a muchas personas, pero fueron capaces de derrotarlo cuando Sloane engañó al viajero del tiempo al pensar que él era un antepasado del viajero del tiempo, y que amenazaba con pegarse un tiro antes de que pudiera tener cualquier descendiente para pudiese cortar los antecedentes familiares del otro hombre bajo legado familiar (A pesar de que más tarde admitió que era una distracción, ya que sería imposible determinar una conexión familiar, dadas las numerosas generaciones entre Sloane y el viajero del tiempo). A pesar de que la JSA trabajaba en secreto, Sloane descubierto mucho acerca de sus misiones y sus métodos.
Sloane hizo otra aparición posterior a su muerte en la miniserie limitada Dia del Juicio. Un equipo de héroes intentó entrar en el Cielo con el fin de persuadir a Jim Corrigan (que en ese entonces había dejado hace mucho dejó de ser el hupesped del El Espectro) para volviera a tomar el manto del Espectro. Sloane y otros héroes muertos aparecieron para tratar de disuadir cordialmente con los héroes sobre su misión.
Durante los acontecimientos narrados en La noche más oscura, Sloane fue reanimado como miembro de los Black Lantern Corps. Él es uno de los muchos Black Lantern Corps de la Sociedad de la Justicia que atacaron la sede de la JSA en Nueva York. Sus cadáveres son destruidos por un dispositivo único creado por el actual Mr. Terrific.

## Los Nuevos 52: De vuelta aTierra-2
Una nueva encarnación de Terry Sloane aparece bajo el nombre de Terry Sloan como parte de la nueva continuidad del renacido Multiverso DC tras el acontecimiento que trajo de nuevo Tierra-2, en el evento conocido como Los Nuevos 52. Esta ataca a Michael Holt, el Mister Terrific de la nueva Tierra-0  (Ahora también llamada Tierra Prima en el Nuevo Multiverso DC) cuando este llega accidentalmente transportado a Tierra-2. Se confirmó durante el 2012 San Diego Comic-Con International que Sloan se presentará como el Mister Terrific de la Tierra -2.
En el número 0 de la serie de historietas Tierra-2, Terry Sloane reveló como uno de los ocho superhéroes originales de Tierra-2, siendo un agente de la hiperinteligente conocido como Mr. 8, que cayó en desgracia tras haber destruido zonas donde las fuerzas de Apokolips habían invadido, y se convirtió en el peor supervillano de su mundo.

## Poderes y habilidades
- No posee ningún superpoder, pero posee intelecto del nivel de un genio, maestro en artes marciales, atleta de nivel olímpico y memoria fotográfica. Terrence Sloane era un genio y experto en numerosos campos de ciencia y otros temas académicos que incluían música, historia del arte, balística, navegación y geografía. Poseía además habilidades como entrenador de animales, ventrílocuo, hipnotismo y en el arte del disfraz entre otros muchos.[1]

## Familiares y amigos
El Mister Terrific de la edad de oro se dice que es uno de los personajes favoritos del escritor Michael Chabon, al que contribuyó con una historia sobre Sloane en la JSA en la miniserie JSA: All-Stars de 2003. De acuerdo con la historia de Chabon, Sloane era el protector y enlace de una ciudad. Él tuvo un hermano, Ned, un mayordomo llamado Butler, y un portero llamado Smitty. En la historia de Chabon, Ned Sloane fue retratado como un jugador empedernido y alcohólico, y que tiene el "poder de tocar fondo, y luego, de alguna manera, seguía cayendo". Se ha establecido que el hermano de Terrific Ned, era el abuelo de la criminal de la Edad Moderna conocida como Roulette; Sin embargo, en su aspecto original se creía que por razones desconocidas que Terrific mismo era su abuelo, y fue considerada para ser la nueva Mister Terrific como su pretendiente para tomar el relevo. En otra aventura viaje en el tiempo de Michael Holt, ayuda a Sloane después de que le han secuestrado a la hija de Ned en la guarida de la Roulette original, negándose a permitir que su sobrina crezca una guarida de jugadores y apostadores. El primero pudo inferir que la adoptó, por lo tanto, Roulette asumió que Sloane fue su abuelo. Un personaje llamado Sra. Terrific fue introducida en la serie de historietas de 1989 Hero Hotline como miembro del equipo de turno nocturno del grupo. Aunque su equipo se basaba en el traje de Terry Sloane, se desconoce si tenía alguna conexión con él.

## Otras versiones
- Otra versión fue retratada en las páginas de la JSA: Liberty Files y su secuela JSA: The Unholy Three. Aquí, Terry Sloane fue retratado como agente miembro de inteligencia de la Segunda Guerra Mundial transferido para la mesa de trabajo, hasta la prematura muerte de su prometida por la versión del Espantapájaros. Él fue visto portando una variación del clásico traje "Fair Play" y utilizando un estoque.

## Personajes similares
- En las páginas de la miniserie de historietas JSA All-Stars en un capítulo que se centra en Mister Terrific, el hermano de Terry llamado Ned, aparece con un traje vestido como si fuese el anti-Mister Terrific, en el que se hacía llamar doctor Nil, con el fin de irritar a su hermano.

## Apariciones en otros medios
- Terry Sloane hizo un cameo en Batman: The Brave and the Bold en un episodio alusivo a la Sociedad de la Justicia de América, Terry Sloane es mencionado como miembro en el telefilme Smallville: Absoluta Justicia .

## Homenajes
En una lista de los 10 personajes más populares de Alan Moore, dibujó a un personaje entre un montón de gente noqueada, una persona lleva un traje que se parece a Terry Sloane, pero tiene "Xtra Play" en el cinturón en lugar de "Fair Play".

## Ediciones recopilatorias
| Título                                  | Material recopilado                  |
| --------------------------------------- | ------------------------------------ |
| JSA All-Stars Archivos Vol. 1 HC (2007) | Sensation Comics (serie de1942) #1–5 |